# 勝利新村 (屏東市)

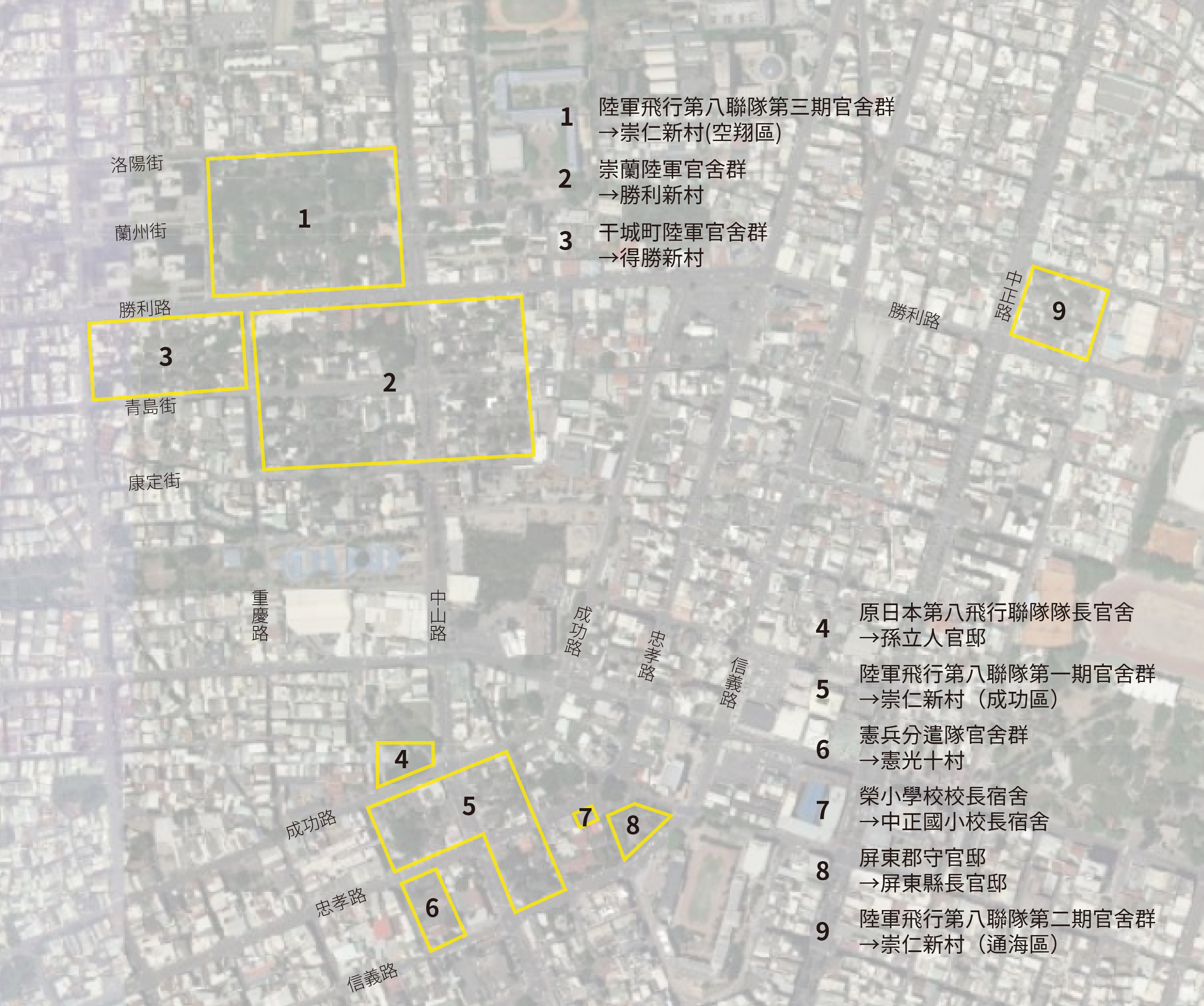
屏東市官舍分布

勝利新村(勝利星村)位於屏東縣屏東市，為日遺官舍改建的眷村聚落，其建築興建於日治時期1937年（日昭和13年），原為屏東飛行場日本陸軍崇蘭官舍，後來戰後接收作為軍官眷舍(原眷戶為孫立人將軍及其部屬)；於2007年與鄰近的崇仁新村（成功區）公告為歷史建築。
自2018年屏東縣政府爭取文化部「再造歷史現場專案計畫—屏東飛行故事再造歷史場域計畫」，陸續完成修復屏東市勝利新村、崇仁新村（成功區、通海區）眷村的眷舍空間；同年並將園區正式命名為「勝利星村創意生活園區」，為全臺少有保留完整街廓的無圍牆園區。

## 介紹
屏東飛行場自1920年啟用，日本陸軍飛行第八聯隊自1927年駐在屏東，並在隔年開始在屏東市區陸續興建軍官宿舍群如崇仁新村（成功區）和崇仁新村（通海區）。陸軍飛行第八聯隊自1936年8月擴編為陸軍第三飛行團，並在隔年在屏東飛行場內設立「屏東陸軍航空支廠」，以作為以作為航空設備的後勤支援。位因應此時的人員擴編，在1937年興建了現今為勝利新村的「崇蘭陸軍官舍建築群」，以及1941年興建的日本第八飛行聯隊第三期官舍群。
戰後，崇蘭陸軍官舍建築群在1947年由孫立人將軍接收，作為陸軍將領的官舍。1996年公佈《國軍老舊眷村改建條例》，勝利新的居民也陸續遷出。2007年，勝利新村的50棟棟建築與南側崇仁新村（成功區）的21棟建築共同被登錄為屏東市歷史建築。屏東縣政府自2010年展開建築修復活化計畫，推動「屏東市眷村文化園區」，陸續將修復好的建築開放招商營運。其在2018年6月更名為「勝利星村創意生活園區」，並規劃為2019年臺灣燈會屏東燈區的其中一個展區。

## 眷戶

### 軍界
- 孫立人(第四軍訓班兼主任/陸軍訓練司令部兼司令/台灣防衛司令部司令/陸軍總司令/參軍長)
- 董嘉瑞 (陸總副總司令/國防部聯戰會委員)
- 李鴻（新38師師長）
- 葛南杉（新38師副師長）
- 辛鍾珂 (第四軍訓班副主任/第51師副師長)
- 崔霖山 (第51師152團團長/台灣大學總教官)
- 雲鎮 (陸總通信處副處長/通信兵指揮部副指揮官)
- 譚展超 (第四軍訓班騎兵總隊長)
- 羅澤潤 (陸總總務處長/第二軍團副參謀長)
- 周振綱 (第80軍參謀長/陸總部戰技會委員)
- 張家閑 (步兵學校副校長)
- 初國興 (第101師師長/新竹軍副軍長)
- 趙霞 (第四軍官訓練班儲備軍官訓練班主任)
- 謝枝青 (預6師師長)
- 張鍾秀 (砲兵學校副校長)
- 王敏 (預4師副師長)
- 劉放吾（新38師113團團長）
- 呼之周（青年軍201師603團團長）
- 王重之 (第74軍57師參謀長)
- 胡復威 (第57軍參謀長)
- 劉純文 (屏東團管區司令)
- 黃幸強（二級上將）
- 劉毅夫（軍中記者）
- 孫伯亨（孫立人胞哥）
- 湯曜明（陸軍一級上將）
- 艾靉（國防部常務次長）
- 羅文浩（國光作業室執行官/國防部聯戰會委員）
- 張其中
- 孫化鵬
- 林煒晨
- 龔濟蒼 (陸總第1署組長)
- 王創燁 (三軍大學陸軍學院副院長)
- 盧肇桐 (陸軍官校教官)
- 倪泅 (裝甲兵學校教官)
- 王愚生 (空軍第六聯隊大隊長)
- 周力行 (陸訓部第4處處長)
- 王建東 (第1軍團幹訓班主任)
- 陸德耀

### 文化界
- 張曉風
- 徐貴櫻